# 維氏雙邊魚
維氏雙邊魚為輻鰭魚綱鱸形目鱸亞目雙邊魚科的其中一個種，分布於印度西太平洋區，包括澳洲、印尼、泰國、巴布亞紐幾內亞及越南的淡水及半鹹水水域，體長可達6.5公分，生活在水質清澈的河口、溪流及沿岸，屬肉食性，以昆蟲及小魚為食。